# Przyboj
Przyboj – staropolskie imię męskie, złożone z członów Przy- ("obok") i -boj ("bój, bicie, walka"). Mogło oznaczać "ten, który zawsze jest tam, gdzie toczy się walka".
Formy pochodne (zdrobniałe): Boj, Bojan, Bojank.
Przyboj imieniny obchodzi 5 września.